# Дімітріс Сіовас
Дімітріс Сіовас (грец. Δημήτρης Σιόβας, нар. 16 вересня 1988, Драма) — грецький футболіст, захисник клубу «Фортуна» (Сіттард).

## Клубна кар'єра
Вихованець клубу «Шкода Ксанті». 2008 року перейшов в «Паніоніос». 3 січня 2009 року в матчі проти свого рідного клубу Дімітріс дебютував в грецькій Суперлізі. Проте цей матч став для нього єдиним в тому сезоні: після цього до літа Сіовас виступав на правах оренди за «Іонікос». 
З літа 2009 року став залучатись до матчів «Паніоніос». 12 грудня 2010 року в поєдинку проти «Панссераікоса» він забив свій перший гол в чемпіонаті. 
15 червня 2012 року Сіовас підписав чотирирічний контракт з «Олімпіакосом». 26 серпня в матчі проти «Верії» він дебютував за новий клуб. 2 вересня в поєдинку проти «Левадіакоса» він забив свій перший гол за новий клуб. Після закінчення сезону 2012/13 Дімітріс став чемпіоном та володарем Кубка Греції, а в сезоні 2013/14 знову став чемпіоном Греції. Наразі встиг відіграти за клуб з Пірея 31 матч в національному чемпіонаті.

## Виступи за збірні
2006 року дебютував у складі юнацької збірної Греції. 2007 року Сіовас у складі збірної до 19 років брав участь в Чемпіонаті Європи в Австрії, де зіграв в усіх п'яти матчах, в тому числі і в програному іспанцям фіналі (0:1). Всього взяв участь у 9 іграх на юнацькому рівні, відзначившись одним забитим голом.
Протягом 2008–2010 грав у складі молодіжної збірної Греції, провівши 14 матчів (1 гол).
15 серпня 2012 року в товариському матчі проти збірної Норвегії Дімітріс дебютував за збірну Греції, він вийшов на поле у другому таймі замість Нікоса Спіропулоса. Наразі провів у формі головної команди країни 8 матчів.

## Титули і досягнення
- Чемпіон Греції (4):

«Олімпіакос»: 2012–13, 2013–14, 2014–15, 2015–16
- Володар Кубка Греції (2):

«Олімпіакос»: 2012–13, 2014–15